# Атака на саркофаг ЧАЕС
Удар по ЧАЕС — атака ударного безпілотника Герань-2 (Шахед-136) по споруді нового укриття 4-го енергоблока Чорнобильської АЕС, здійснена вночі 14 лютого 2025 року збройними силами Росії. Прокуратура Київської області кваліфікувала удар як воєнний злочин.

## Атака

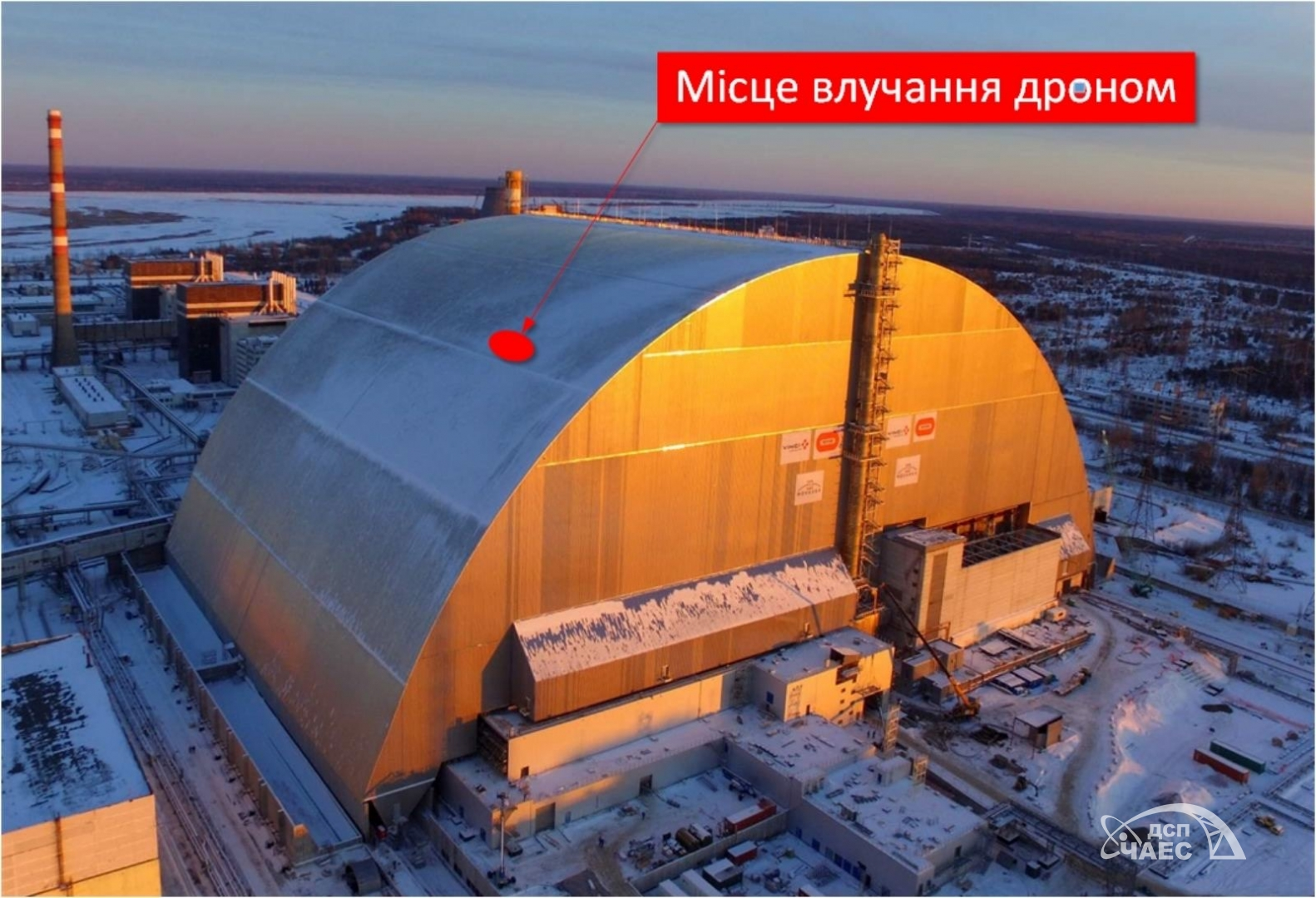
Місце ураження саркофага.

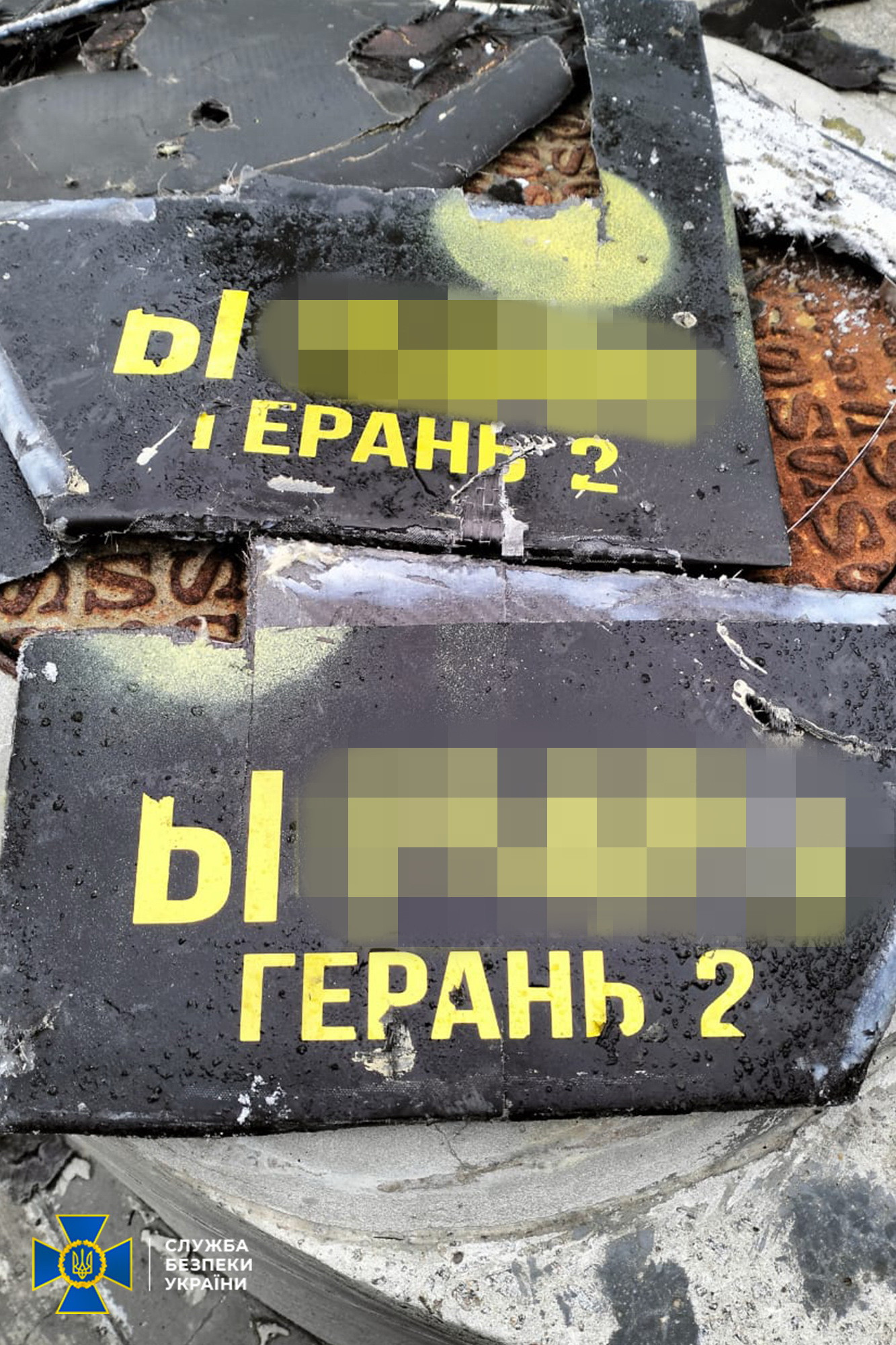
Уламки дрону Герань-2, який уразив укриття ЧАЕС.

О 01:50 представники місії МАГАТЕ, які перебували на ЧАЕС, зафіксували вибух та ознаки пожежі на даху нового безпечного укриття, яке захищає пошкоджений внаслідок аварії 1986 року 4-й енергоблок станції. ДСНС України отримала повідомлення про вибух о 2:08, після чого до станції були скеровані групи рятувальників, які чергують безпосередньо на АЕС, а також із пожежних частин Чорнобиля, Києва та Київської області. За свідченням головного інженера станції Сергія Бокова під час удару по станції датчики зафіксували коливання, характерні для землетрусу магнітудою 6-7 балів, а в результаті атаки в обшивці укриття утворився отвір площею близько 15 м².
Засобом атаки став російський ударний безпілотник Герань-2 (Шахед-136) із фугасною бойовою частиною, який пробив дах гаража технічного обслуговування системи основних кранів, після чого вибухнув всередині об'єкту. Пожежники оперативно загасили займання в кількох місцях, проте верхолази були змушені демонтувати частину даху конструкції для гасіння осередків тління. Осередки тління укриття залишалися й 22 лютого, на 8-ий день з моменту атаки — для ліквідацій одного з осередків рятувальники були змушені частково розкрити конструкцію у північній частині саркофагу. 25 лютого ДАЗВ повідомило, що ознак температурних аномалій, проявів вогню та задимлень не виявлено. 7 березня ДСНС повідомило, що роботи з ліквідації наслідків атаки БпЛА на об'єкт «Укриття» ЧАЕС завершено.

## Наслідки
Після удару українська влада провела негайну оцінку структурних пошкоджень і потенційних радіаційних ризиків. Державна служба України з надзвичайних ситуацій підтвердила, що рівні радіації залишаються в межах норми, хоча початкові оцінки вказували на значні пошкодження захисного укриття. Внаслідок удару вдалося уникнути жертв і постраждалих; за повідомленням ДСНС, радіаційний фон після вибуху не перевищував норми і становив 0,57 мкЗв/год.
Наступного дня експерти МАГАТЕ здійснили обхід захисної конструкції об'єкта «Укриття» і помітили, що пожежа, очевидно, була спричинена легкозаймистим матеріалом в обшивці даху. Вони помітили, що постраждала велика площа, і підтвердили, що як зовнішнє, так і внутрішнє облицювання було пошкоджено, що призвело до утворення отвору діаметром близько шести метрів. Несучі балки конструкції, схоже, не зазнали значних пошкоджень. МАГАТЕ не покладає провину на жодну зі сторін конфлікту.
Видання The Guardian з посиланням на Європейський банк реконструкції та розвитку оцінює вартість відновлення укриття перевищить резервний фонд у 25 млн євро, створений ЄБРР для надзвичаних чи непердбачуваних робіт на об'єкті. Міністерство фінансів України оцінило вартість ремонту у понад 100 млн євро.
У травні 2025 року стало відомо, що уряд Франції внесла на рахунок Чорнобильського фонду ЄБРР 10 млн євро.

## Реакції
Президент України Володимир Зеленський заявив, що Росія цілеспрямовано атакувала ядерний об'єкт у день початку Мюнхенської безпекової конференції. Прем'єр-міністр України Денис Шмигаль назвав атаку терористичним актом та закликав країни світу накласти на Росію більш жорсткі санкції.

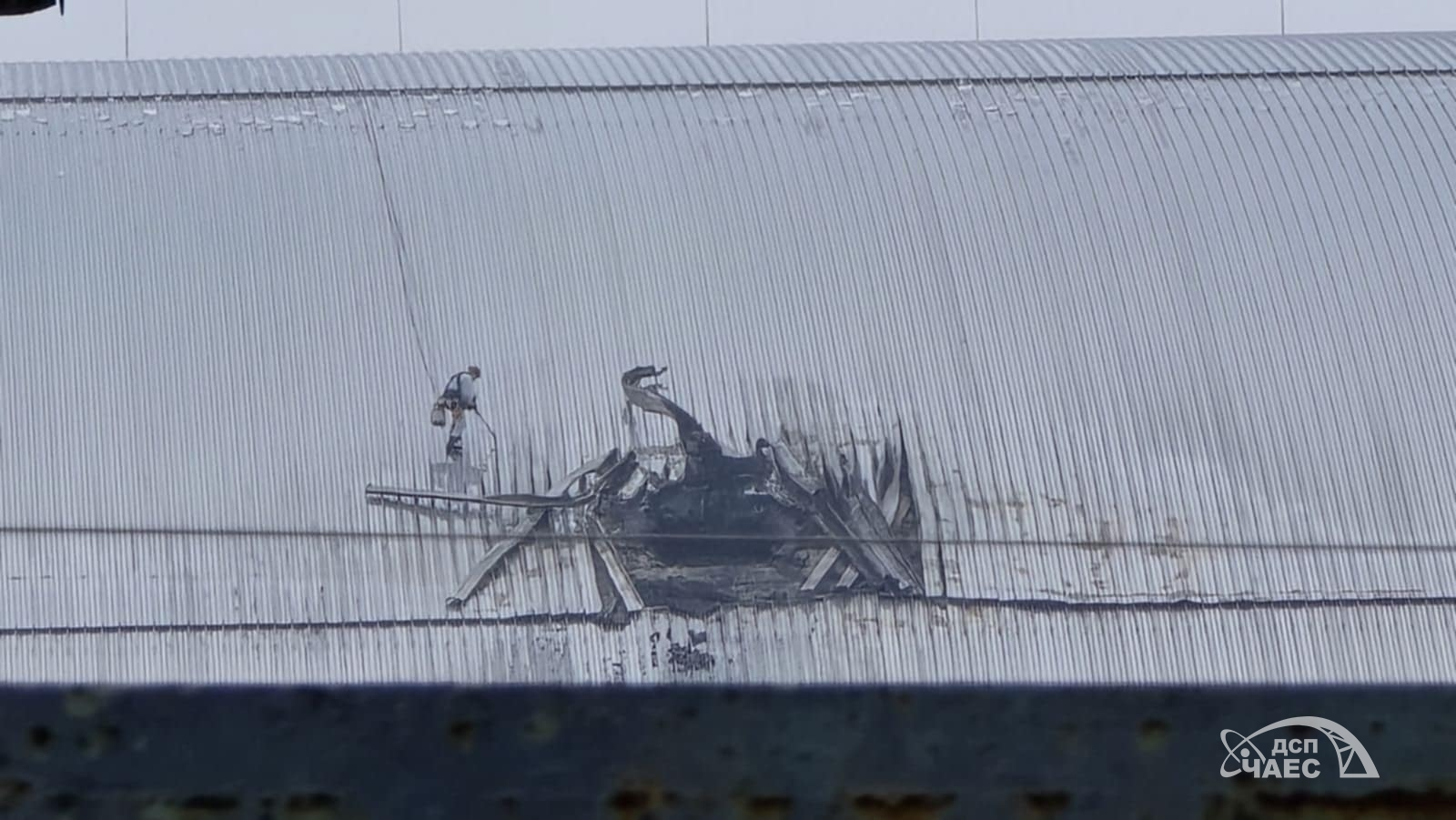
Дірка в ізоляторі після ураження

Російський уряд заперечив звинувачення в нанесенні удару по електростанції, а речник Кремля — Дмитро Пєсков заявив, що «наші військові так не роблять», і припустив, що українські чиновники зробили цю заяву, щоб зірвати мирні переговори. Високопоставлений російський дипломат Родіон Мірошник також звинуватив Київ в тому, що він «істерично» відреагував на початок діалогу між Путіним і Трампом, розпочавши широкомасштабні атаки безпілотників на російські регіони.